# Série mondiale 1923
La Série mondiale 1923 était la 19e série finale des Ligues majeures de baseball. 

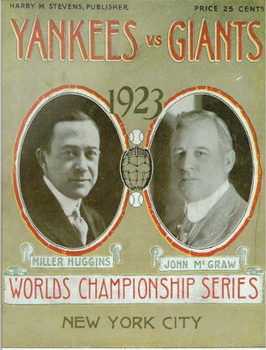
Programme pour la série.

Elle oppose pour la troisième année de suite les Yankees de New York aux Giants de New York. Pour la première fois, elle couronne les Yankees, victorieux quatre matchs à deux dans une finale disputée en 6 jours consécutifs, du 10 au 15 octobre 1923. C'est le premier titre des Yankees, qui deviendront le club le plus titré de l'histoire du baseball avec 27 Séries mondiales remportées (en date de 2015). 
Comme lors des deux automnes précédents, tous les matchs sont joués à New York, l'avantage du terrain changeant à chaque rencontre. La différence est que, cette fois, les deux clubs ne partagent plus le même terrain : les Giants évoluent toujours au Polo Grounds mais les Yankees l'ont quitté pour emménager le 18 avril 1923 au Yankee Stadium.

## Déroulement de la Série

### Calendrier des rencontres
| Match | Date       | Visiteur            | Hôte                | Score |
| ----- | ---------- | ------------------- | ------------------- | ----- |
| 1     | 10 octobre | Giants de New York  | Yankees de New York | 5 - 4 |
| 2     | 11 octobre | Yankees de New York | Giants de New York  | 4 - 2 |
| 3     | 12 octobre | Giants de New York  | Yankees de New York | 1 - 0 |
| 4     | 13 octobre | Yankees de New York | Giants de New York  | 8 - 4 |
| 5     | 14 octobre | Giants de New York  | Yankees de New York | 1 - 8 |
| 5     | 15 octobre | Yankees de New York | Giants de New York  | 6 - 4 |

### Match 1
Mercredi 10 octobre 1923 au Yankee Stadium, New York.
| Giants de New York | 0 | 0 | 4 | 0 | 0 | 0 | 0 | 0 | 1 | 5 | 8  | 0 |
| Yankees de New York | 1 | 2 | 0 | 0 | 0 | 0 | 1 | 0 | 0 | 4 | 12 | 1 |
| Lanceurs partants : NYG : Mule Watson NYY : Waite Hoyt Vic. : Rosy Ryan (1-0) Déf. : Bullet Joe Bush (0-1) HRs : NYG : Casey Stengel (1) |   |   |   |   |   |   |   |   |   |   |    |   |

Pour les Giants, Casey Stengel réussit le 6e coup de circuit intérieur de l'histoire des Séries mondiales, qui sera le dernier à être réussi lors d'un match d'ouverture de la série finale avant celui de la Série mondiale 2015.

### Match 2
Jeudi 11 octobre 1923 à Polo Grounds, New York.
| Yankees de New York | 0 | 1 | 0 | 2 | 1 | 0 | 0 | 0 | 0 | 4 | 10 | 0 |
| Giants de New York | 0 | 1 | 0 | 0 | 0 | 1 | 0 | 0 | 0 | 2 | 9  | 2 |
| Lanceurs partants : NYY : Herb Pennock NYG : Hugh McQuillan Vic. : Herb Pennock (1-0) Déf. : Hugh McQuillan (0-1) HRs : NYY : Aaron Ward (1), Babe Ruth (1, 2) NYG : Irish Meusel (1) |   |   |   |   |   |   |   |   |   |   |    |   |

### Match 3
Vendredi 12 octobre 1923 au Yankee Stadium, New York.
| Giants de New York | 0 | 0 | 0 | 0 | 0 | 0 | 1 | 0 | 0 | 1 | 4 | 0 |
| Yankees de New York | 0 | 0 | 0 | 0 | 0 | 0 | 0 | 0 | 0 | 0 | 6 | 1 |
| Lanceurs partants : NYG : Art Nehf NYY : Sad Sam Jones Vic. : Art Nehf (1-0) Déf. : Sad Sam Jones (0-1) HRs : NYG : Casey Stengel (2) |   |   |   |   |   |   |   |   |   |   |   |   |

### Match 4
Samedi 13 octobre 1923 à Polo Grounds, New York.
| Yankees de New York | 0 | 6 | 1 | 1 | 0 | 0 | 0 | 0 | 0 | 8 | 13 | 1 |
| Giants de New York | 0 | 0 | 0 | 0 | 0 | 0 | 0 | 3 | 1 | 4 | 13 | 1 |
| Lanceurs partants : NYY : Bob Shawkey NYG : Jack Scott Vic. : Bob Shawkey (1-0) Déf. : Jack Scott (0-1) Sauv. : Herb Pennock (1) HRs: NYG : Ross Youngs (1) |   |   |   |   |   |   |   |   |   |   |    |   |

### Match 5
Dimanche 14 octobre 1923 au Yankee Stadium, New York.
| Giants de New York | 0 | 1 | 0 | 0 | 0 | 0 | 0 | 0 | 0 | 1 | 3  | 2 |
| Yankees de New York | 3 | 4 | 0 | 1 | 0 | 0 | 0 | 0 | X | 8 | 14 | 0 |
| Lanceurs partants : NYG : Jack Bentley NYY : Bullet Joe Bush Vic. : Bullet Joe Bush (1-1) Déf. : Jack Bentley (0-1) HRs: NYY : Joe Dugan (1) |   |   |   |   |   |   |   |   |   |   |    |   |

### Match 6
Lundi 15 octobre 1923 à Polo Grounds, New York.
| Yankees de New York | 1 | 0 | 0 | 0 | 0 | 0 | 0 | 5 | 0 | 6 | 5  | 0 |
| Giants de New York | 1 | 0 | 0 | 1 | 1 | 1 | 0 | 0 | 0 | 4 | 10 | 1 |
| Lanceurs partants : NYY : Herb Pennock NYG : Art Nehf Vic. : Herb Pennock (2-0) Déf. : Art Nehf (1-1) Sauv. : Sad Sam Jones (1) HRs : NYY : Babe Ruth (3) NYG : Frank Snyder (1) |   |   |   |   |   |   |   |   |   |   |    |   |